# Cophixalus tenuidactylus
Cophixalus tenuidactylus es una especie de anfibio anuro de la familia Microhylidae.

## Distribución geográfica
Esta especie es endémica de la provincia de Enga en Papua Nueva Guinea. Habita entre los 2900 y 3300 m de altitud.

## Descripción
Los machos miden de 18.4 a 20.3 mm y las hembras de 20.9 a 23.5 mm.

## Publicación original
- Günther & Richards, 2012 : Five new microhylid frog species from Enga Province, Papua New Guinea, and remarks on Albericus alpestris (Anura, Microhylidae). Vertebrate Zoology, vol. 61, n.º 3, p. 343-372[3]